# 達滸鎮
達滸鎮（たっこちん）は中華人民共和国湖南省長沙市瀏陽市の鎮。

## 行政区画
- 金田村（2015年、金坑村、石源村が合併して金田村となる。）
- 象形村
- 金石村
- 書香村
- 椒花新村（2015年、椒花村、達興村が合併して椒花新村となる。）
- 達滸社区（2015年、豊田村、長益社区が合併して達滸社区となる。）
- 麻洲社区

## 経済

### 名物・特産品
- 爆竹
- たばこ
- 蔬菜
- イノシシ
- 黒山羊
- 楠竹
- 木材
- 金砿
- アンチモン
- カリウム
- 石英石

## 地理
達滸鎮は瀏陽市の東部に位置し、北は江西省平江県と、東は大囲山鎮と、西は沿渓鎮と、南は官渡鎮とそれぞれ接している。
- 河川：大渓河
- ダム湖：板貝水庫
- 山：瀏陽坳（標高947.5メートル）、趙公坳、連雲山（標高1600.4メートル）、火子坳（標高955.5メートル）、王婆尖（標高951メートル）、大金山

## 教育
- 達滸中学

## 交通

### 道路
- 県道：X002

## 観光
- 孔氏家廟（1586年建立。省内で唯一、全国でも3つしかない[4]。）
- 天主堂
- 羅漢寺
- 象形風景区（国家3A級景区）[5]
- 榴花洞漂流